# Quebra-pescoço
Le quebra-pescoço (litt. casse-cou, en portugais) est une clé mortelle de capoeira destinée à briser la nuque de l'adversaire. Elle consiste à comprimer son avant-bras contre la gorge de l'adversaire tout en attrapant l'arrière de sa tête avec l'autre main, puis de tirer cette dernière en maintenant la pression pour tourner son cou jusqu'à le briser.
Mestre Bimba enseignait cette technique en tant que défense contre une saisie comme l'arrastão.